# Монбазон, Эркюль-Мериадек де Роган-Гемене
Эркюль Мериадек де Роган-Гемене (фр. Hercule-Mériadec de Rohan-Guéméné; 13 ноября 1688 — 21 декабря 1757) — французский аристократ из дома Роган, носил титулы иностранного принца и 6-го герцога де Монбазон. «Принц де Гемене» — титул, который он носил до наследования герцогства.

## Происхождение
Родился 13 ноября 1688 года. Четвертый сын Шарля де Рогана (1655—1727), 5-го герцога де Монбазона (с 1699), и его жены Шарлотты Елизаветы де Кошефиле (1657—1719).
До смерти его деда по отцовской линии, Шарля де Рогана, 4-го герцога де Монбазона в 1699 году, он был пятым в линии наследования герцогства и не мог унаследовать его: перед ним были его отец Шарль де Роган, известный как принц де Гемене (1655—1727), его старший брат Франсуа-Арман, принц де Монбазон (1682—1717), затем сын последнего — Шарль-Жюль де Роган (1700—1703) и еще один старший брат, Луи-Шарль-Казимир, граф де Рошфор (1686—1749). После того, как Шарль-Жюль умер ребенком, а Луи-Шарль-Казимир отказался от своего светского титула и вступил в Орден Святого Креста, после чего Эркюль-Мериадек стал графом де Рошфором . Его его отец Шарль де Роган в 1699 году стал 5-м герцогом де Монбазоном, но наследование герцогства оставалось неопределенным, пока не скончался его старший сын, Франсуа-Арман, принц де Монбазон, в возрасте 35 лет в 1717 году. После этого Эркюль-Мерниадек де Роган получил титул принца де Гемене и стал вероятным наследником герцогского титула.

## Биография
Только когда его отец умер в октябре 1727 года, Эркюль-Мариадек де Роган унаследовал титул герцога Монбазона и стал главой дома де Роган , который пользовался высоким рангом принцев-эмигрантов при дворе короля Франции Людовика XVI.
Во время службы во французской королевской гвардии Роган занимал должность знаменосца роты.
Братьями и сестрами Эркюля-Меридека были Луи Константин де Роган, епископ Страсбурга, и Арман Жюль де Роган-Гемене, архиепископ Реймса, который короновал Людовика XV королем Франции.
Он женился на своей троюродной сестре Луизе Габриэль Жюли де Роган-Субиз (11 августа 1704 — 20 августа 1780), младшей дочери Эркюля-Мериадека, герцога де Роган-Роган и принца де Субиза (1669—1749), главы младшей (Субизской) ветви дома Роган . Её матерью была Анна Женевьева де Леви, дочь Луи Шарля де Леви, герцога де Вентадура.
Его жена представила свою дочь Шарлотту Луизу Людовику XV и королеве Марии Лещинской во время церемонии Почетных гостей 26 октября 1737 года в Фонтенбло, за два дня до её свадьбы.
Эркюль-Мериадек умер в Сент-Море в возрасте шестидесяти девяти лет, и ему наследовал его сын Жюль. Двое его младших сыновей были кардиналами, и только у одной из его дочерей был ребенок (Шарлотта Луиза). Его потомки по мужской линии обосновались в Австрии.

## Дети
- Шарлотта де Роан, мадемуазель де Роган, позже мадемуазель де Гемене (12 марта 1722 — октябрь 1786), вышла замуж за Витторио Ферреро Фиески, принца Массерано (1713—1777), и посла Испании в Лондоне
- Женевьева де Роган, аббатиса Маркетта (18 ноября 1724—1766), никогда не была замужем
- Жюль де Роган, герцог де Монбазон (25 марта 1726 — 10 декабря 1800), женился на Марии Луизе де Ла Тур д’Овернь, дочери Шарля Годфруа, суверенного герцога Буйонского
- Мария Луиза де Роган (1728 — 31 мая 1737)
- Луи Арман де Роган, принц де Монбазон (18 апреля 1731 — 24 июля 1794), гильотинирован. Был женат на Габриэль Розали Ле Тонелье де Бретей.
- Луи-Рене-Эдуард де Роган, кардинал де Роган (25 сентября 1734 — 16 февраля 1803), архиепископ Страсбурга (1779—1801)
- Фердинанд Максимилиан де Роган (7 ноября 1738 — 30 октября 1813), архиепископ Бордо (1769—1781) и Камбре (1781—1801), имел внебрачных трех детей от Шарлотты Стюарт, герцогини Олбани (1753—1789), внебрачной дочери английского претендента Чарльза Эдварда Стюарта и Клементины Уолкиншоу.